# Kloof
Kloof est un site minier d'Afrique du Sud, dont le nom est tiré d'une petite ville proche de Durban. C'est l'une des plus grandes mines d'or du monde produisant 28,4 tonnes d'or par an et exploitée par la compagnie minière Gold Fields, première société aurifère d'Afrique du Sud et la troisième au monde derrière la canadienne Barrick Gold et l'américaine Newmont Mining.
Kloof est la deuxième des mines d'or d'Afrique du Sud, derrière Driefontein, qui produit 35,7 tonnes d'or par an et devant la mine de Beatrix, qui extrait 18 tonnes d'or par an, toutes les deux appartenant elles aussi à Gold Fields.